# Jacques Trémolet de Villers
Pour les articles homonymes, voir Villers.
Cet article possède un paronyme, voir Jacques Trémolin.
Jacques Trémolet de Villers, né le 6 septembre 1944 à Mende en Lozère, est un avocat et écrivain français.

## Biographie

### Famille
Fils d'Henri Trémolet de Villers, avocat et ancien secrétaire de la Conférence du stage (promotion 1969-1970), il est le père de Vincent Trémolet de Villers, journaliste au Figaro.

### Carrière
Collaborateur de Jean-Louis Tixier-Vignancour de 1967 à 1974, il fonde son propre cabinet en 1974. Il intervient comme avocat dans la succession d'Émilien Amaury, fondateur du groupe de presse Amaury-Le Parisien.
Jacques Trémolet de Villers a assuré à compter des années 1980 la responsabilité de l'ICHTUS (Centre de formation à l'action civique et culturelle selon le droit naturel et chrétien), mouvement dont le but est de former des élites catholiques, héritier de la Cité catholique fondée par Jean Ousset au lendemain de la Seconde Guerre mondiale.
En novembre 1989, il participe à Nice aux Assises internationales de la désinformation, organisées par l'Institut d'études de la désinformation et soutenues par la municipalité de Jacques Médecin.En 1994  il assure la défense du milicien Paul Touvier, accusé de crimes contre l'humanité, dont il  prononça ensuite l'oraison funèbre,.
Il assure dans les années 2000 la défense du préfet Jean-Charles Marchiani, le controversé libérateur des otages du Liban, celle de Pierre Bernard, député-maire de Montfermeil, et celle de l'adjudant chef Raugel lors de l'affaire Mahé.
Il est l'avocat de la famille de Dieuleveult à l'occasion de l'enquête en 2009 sur la disparition mystérieuse de Philippe de Dieuleveult.
À partir de 2021, il assure la défense du comte de Paris notamment lorsque celui-ci assigne en justice la fondation Saint-Louis, afin de récupérer la gestion du patrimoine royal, dont fait partie le château d'Amboise

### Radio
Depuis septembre 2008, il anime toutes les quatre semaines un Libre journal sur Radio Courtoisie.

## Ouvrages
- Défendre l'homme : le message social de Jean-Paul II à la France, CLC, 1980
- Paul Touvier est innocent, Éditions Dominique Martin Morin, 1990
- Immigration et nationalité : quelles réponses ? (dir.) , Dominique Martin Morin, 1991
- Tixier-Vignancour. Hommage, Dominique Martin Morin, 1991
- L'affaire Touvier : chronique d'un procès en idéologie, Dominique Martin Morin, 1994
- Aux Marches du Palais : Pierre-Antoine Berryer, avocat, Dominique Martin Morin, 1997
- Heureux qui comme Ulysse et vingt-quatre autres poèmes que nous devrions savoir par cœur pour les dire à nos enfants, Dominique Martin Morin, 1998
- Lettres d'ailleurs au Prince qui vient, Dominique Martin Morin, 1999
- Les Fleurs d'Ulysse, Dominique Martin Morin, 2000
- Paroles de Rois, Dominique Martin Morin, 2001
- Le rêve de Jules Lebridour : neuf contes de notre temps, Dominique Martin Morin, 2007
- Regards : 2006-2007[9], Éditions de Paris, 2008
- Jeanne d'Arc. Le procès de Rouen (21 février-30 mai 1431), Paris, Les Belles Lettres, 2016, 316 p.
- En terrasse avec Cicéron, Paris, Les Belles Lettres, 2018, 160 p.
- (avec Zélie du Peyroux), La Nuit des Rois : Colloque des morts, Paris, Les Belles Lettres, 180 p., 2024  (ISBN 978-2251455495)

## Prix
- 1996 : Prix des intellectuels indépendants pour Les Fleurs d'Ulysse
- 2016 : prix Jean-Ferré, attribué par Radio Courtoisie, ex aequo avec Philippe d'Hugues[10].
- 2017 : Prix Renaissance des lettres, attribué par le Cercle renaissance[11].
- 2017 : prix Wartburg de littérature, attribué par les éditions de Mathusalem, pour son ouvrage Jeanne d’Arc : le procès de Rouen[12]